# Torre Luxor
El Centro Financiero Madrid es un edificio de oficinas ubicado en la urbanización Las Mercedes de Caracas, Venezuela. Fue diseñado por el arquitecto Roberto Lampo y construido entre 2013 y 2019.
El edificio abarca un área de 46.000 m², de los cuales 3.500 están destinados para el área comercial y 15.000 para oficinas. Posee 16 plantas en total, de las cuales siete poseen 2.300 m² para el uso de oficinal. La construcción cuenta con tres sótanos que se destinan para 550 puestos de estacionamientos, así como para albergar la sede de los servicios. Dos plantas están destinadas para locales comerciales y cuatro para estacionamientos aéreos, exclusivos de los propietarios.
Para su diseño, se escogió combinar elementos arquitectónicos y acabados para hacerlo más distinguible en el entorno urbano, así como para ser observado desde todos los ángulos. Su fachada posee revestimiento de muro cortina, la cual fue proporcionada por la marca Prosein, que también se encargó de sus espacios internos.
Los vestíbulos principales de la torre están decorados con obras del artista plástico Gustavo Blanco Uribe. En la fachada sur, la puerta de entrada se encuentra coronada por un jardín vertical.